# 352860 Monflier
352860 Monflier este o planetă minoră (asteroid) din centura de asteroizi. A fost descoperită pe 30 noiembrie 2008 la Vicques⁠(d) de Michel Ory⁠(d). 
Obiectul prezintă o orbită caracterizată de o semiaxă mare de 2,3115559952694 UAi, o excentricitate de 0,23, o înclinație de 3 ° în raport cu ecliptica.